# Norek mořský
Norek mořský (Neovison macrodon) je vyhynulá lasicovitá šelma, která obývala atlantické pobřeží Severní Ameriky od Nového Skotska po Rhode Island. Nalezené fragmenty lebky a zuby ukazují, že byl větší než norek americký, ale přesné rozměry není možné z pozůstatků určit. Ernest Thompson Seton uvádí, že samci mohli měřit včetně ocasu přes 90 centimetrů. Byl velmi dobře adaptovaný na vodní prostředí, spolu s vydrami nejlépe ze všech lasicovitých. Vedl teritoriální způsob života, obýval skalnaté pobřeží a přilehlé ostrovy a v přílivové zóně lovil potravu, kterou tvořili mořští ptáci a jejich vejce, korýši, měkkýši a ryby jako např. slimule americká. Byl vyhledávaným kožešinovým zvířetem pro svou velikost a mimořádně kvalitní srst načervenalé barvy, domorodci se živili také jeho masem. Nadměrný lov vedl k vyhubení tohoto druhu koncem devatenáctého století; poslední zaznamenaný jedinec norka mořského byl uloven v roce 1894 na ostrově Campobello Island.
Vědecky popsán byl tento druh teprve v roce 1903 a k dispozici jsou pouze kosterní pozůstatky nalézané mezi odpadem v blízkosti indiánských vesnic. Původně byl pokládán za poddruh norka amerického, ale podle odlišností ve stavbě lebky a chrupu byl identifikován jako samostatný druh. Oba druhy byly nejprve řazeny do rodu lasice (Mustela), případně ještě s norkem evropským do rodu Lutreola, ale od roku 2000 jsou vedeni v separátním rodu Neovison.